# Império colonial sueco
O Império colonial sueco durou pouco mais de dois séculos, de 1638, com a fundação da primeira colônia sob a rainha Cristina (r. 1632–1654) até 1878, com a descolonização da última colônia sob o rei Óscar II (r. 1872–1907). A Suécia teve 5 colônias de curta duração na América do Norte, América Central, África e Ásia, nos períodos de 1638-1663 e de 1784-1878:
- Nova Suécia (1638–1655), junto ao rio Delaware. [3]
- São Bartolomeu (1785–1878), nas Antilhas. [4]
- Guadalupe (1813–1814), nas Antilhas. [5]
- Cabo Corso (1650–1658 e 1660-1663), no Golfo da Guiné. [6]
- Porto Novo (1733), na Índia [7]

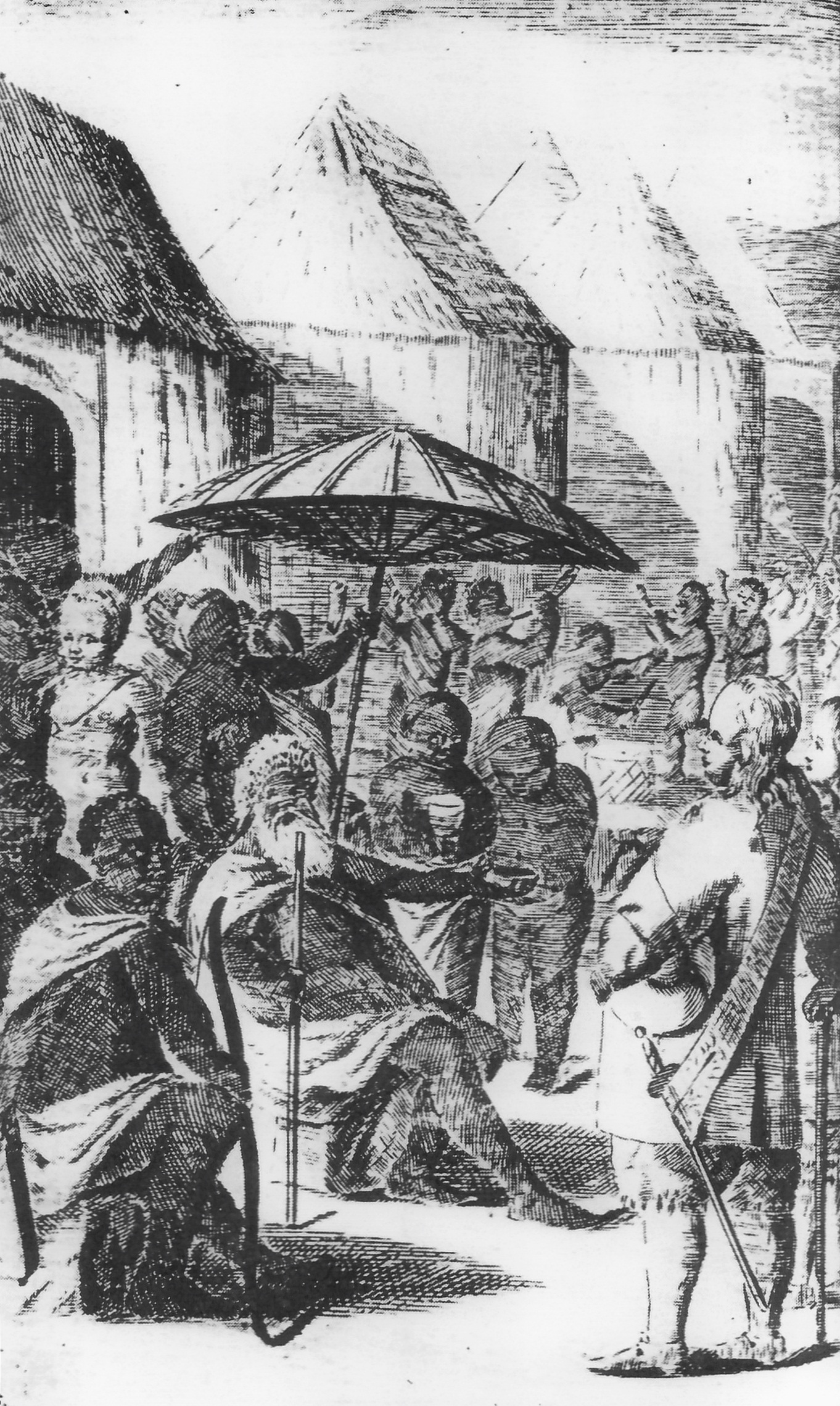
Os suecos são convidados pelo Rei Akan de Futu a erguer uma "casa de pedra" para fins comerciais.

Na Europa, a Suécia conquistou e colonizou a Finlândia (1154-1808) e a Estónia (1625-1710), assim como teve possessões (besittningar) na Noruega, Dinamarca, Letónia, Rússia e Alemanha.
A própria Suécia é hoje composta por várias províncias conquistadas à Dinamarca e à Noruega:
- Escânia – sueca desde 1658
- Blekinge – sueca desde 1658
- Halland – sueca desde 1658
- Bohuslän - sueca desde 1658
- Jämtland - sueca desde 1645
- Härjedalen - sueca desde 1645
- Dalecárlia (Dalarna) - sueca desde 1645